# ایران و بانک جهانی
رابطهٔ ایران و بانک جهانی برمی‌گردد به ۱۷ بهمن ۱۳۲۴ که ایران به عضویت بانک جهانی درآمد و از طریق پذیره‌نویسی سهام این بانک، هم‌اکنون دارای ۴۸/۱ درصد از کل سهام (۲۳۶۸۶ سهم) بانک جهانی به ارزش ۲۸۵۷ میلیون دلار آمریکا را داراست. بابت این میزان سهم، مبلغ ۱۷۵ شده‌است و مابقی نیز تنها در صورت نیاز بانک بر تقویت منابع مالی خود و بر اساس روال قانونی خاص پرداخت خواهد شد. بر اساس این میزان سهام، قدرت رای ایران در بانک جهانی برابر با
۴۸/۱ درصد از کل آرا می‌باشد.
ایران برای اولین بار زمان نخست‌وزیری مصدق از بانک جهانی تقاضای کمک مالی کرد و لیکن نتیجه مساعدی حاصل نشد. نخستین وام دریافتی ایران از بانک جهانی در سال ۱۳۳۸ شمسی بوده‌است. در سال ۱۹۹۰ روابط تسهیلاتی بانک جهانی با ایران برقرار نبوده و از این سال به بعد این ارتباط برقرار شد و پس از اعزام هیئت کارشناسی بانک به ایران و گزارشی از وضعیت اقتصادی ایران جهت بازسازی مناطق زلزله زده شمال ایران، در سال ۱۹۹۰ میلادی وامی به مبلغ ۲۵۰ میلیون دلار به ایران پرداخت شد. همچنین بانک جهانی در سال ۱۹۹۲ در قالب دو پروژه عملیات بازسازی خرابی‌های سیل سیستان ۵۷ میلیون دلار و فاضلاب شهر تهران ۷۷ میلیون دلار به ایران وام پرداخت کرده‌است.